# George O. Wood
George O. Wood (ur. 1 września 1941, zm. 12 stycznia 2022) – amerykański pastor zielonoświątkowy. W latach 2007–2017 był Generalnym Inspektorem w Generalnej Radzie Zborów Bożych w Stanach Zjednoczonych i od 2008 roku przewodniczącym Światowej Wspólnoty Zborów Bożych, największej denominacji zielonoświątkowej na świecie. Wcześniej od 1993 do 2007 roku pełnił funkcję sekretarza generalnego Zborów Bożych. Posiadał doktoraty z teologii i prawa.
W wywiadzie dla The Christian Post zaprzeczył jakoby praktyka mówienia językami traciła na wartości wśród kościołów zielonoświątkowych. Powiedział, że praktyka mówienia językami jest integralną częścią ruchu zielonoświątkowego.

## Publikacje
- 1984 The Successful Life ISBN 0-930756-82-7
- 1986 Living Fully ISBN 0-932305-23-7
- 1998 A Psalm in Your Heart: Psalms 1-75 ISBN 0-88243-685-6
- 1999 A Psalm In Your Heart, Volume 2: Psalms 76-150 ISBN 0-88243-785-2
- 2008 Trusting God ISBN 1-880689-09-X
- 2009 Living in the Spirit
- 2009 Jesus and You ISBN 1-880689-15-4
- 2012 Acts of the Holy Spirit ISBN 1-60382-024-8